# Lui et l'autre
Pour plus de détails, voir Fiche technique et Distribution.
Lui et l'autre (El E.T.E. y el Oto) est une comédie de science-fiction espagnole sortie en 1983, réalisée par Manuel Esteba.
Ce film, accueilli par la critique comme un nanar, est une parodie du film E.T., l'extra-terrestre (1982) de Steven Spielberg.

## Synopsis
Un vaisseau spatial arrive sur Terre, laissant un être extraterrestre en rade. Il rencontre un garçon avec lequel il se lie d'amitié.

## Fiche technique
- Titre français : Lui et l'autre[1],[2]
- Titre original espagnol : El E.T.E. y el Oto[3]
- Réalisation : Manuel Esteba
- Scénario : Manuel Esteba, Francisco Calatrava, Manuel Calatrava
- Photographie : Francisco Riba
- Montage : Juana González
- Musique : Josep Maria Bardagí
- Effets spéciaux : Marcel·lí Riba
- Production : Manuel Esteba, Gloria Sancho
- Société de production : Manuel Esteba P.C.
- Pays de production :  Espagne
- Langue originale : espagnol
- Genre : comédie de science-fiction
- Durée: 70 min
- Dates de sortie: 
  - Espagne: 28 mars 1983

## Distribution
- Francisco Calatrava (es)
- Manuel Calatrava (es)
- Curro García
- Óscar García
- Diana Conca
- Manolo Royo (es)
- Javier De Campos
- Goyito Fernández
- Manolito Martín

## Accueil critique
« Quel concours de circonstances a bien pu permettre à un truc comme Lui et l'autre d'émigrer hors de son pays, voilà un mystère qui demeure insondable. Quoi qu'il en soit, maintenant qu'il y est arrivé, il est de notre devoir d'honorer sa mémoire et de promouvoir son visionnage. Que ceux qui n'ont pas déjà fui en cours de chronique se préparent donc à s'infliger ce nanar hors-norme, véritable manifeste pour l'auto-mutilation mentale à visée jouissive. Et si après ça, la nanarophilie n'est toujours pas reconnue comme maladie mentale, je mange mon chapeau. »

— Critique du film sur Nanarland

« Même les spectateurs qui se préparent au pire n'ont pas idée de ce que leur cerveau est prêt à subir au visionnage de Lui et moi. Le pire du pire est ici allègrement atteint. »

— Critique de Gilles Penso sur filmsfantastiques